# Michel Ferdinand d'Albert d'Ailly
Michel Ferdinand d'Albert (1712 – 1777) è stato un nobile francese, duca di Chaulnes.
Fu generale, pari di Francia e governatore della Piccardia. Accanto alla carriera militare coltivò con passione le scienze fisiche. Fu nominato membro onorario dell'Académie Royale des Sciences. Ideò, tra l'altro, un tipo di microscopio, una macchina da dividere e propose miglioramenti nella costruzione di alcuni strumenti astronomici.